# Леви, Урия Филлипс
У́рия Фи́ллипс Леви́ (22 апреля 1792, Филадельфия — 26 марта 1862, Нью-Йорк, Нью-Йорк) — военно-морской офицер, первый еврей в истории США в звании коммодора, филантроп.

## Биография

### Детство и юность
Урия Леви родился 22 апреля 1792 года в Филадельфии. Его дедом был Йонас Филлипс — эмигрант из Пруссии, процветающий бизнесмен, один из лидеров еврейской общины Филадельфии, активный участник Американской революции. На его свадьбе в 1762 году в качестве гостя присутствовал будущий президент США Джордж Вашингтон. После провозглашения независимости США именно Йонас Филлипс призвал президента изменить конституцию, чтобы позволить должностным лицам присягать по желанию не на Новом Завете, а на своих (нехристианских) Священных Писаниях. Всего у Йонаса Филлипса был 21 ребёнок, и одна из дочерей (Рейчел) вышла замуж за купца Майкла Леви, родив от него, в том числе, и сына Урию.
Урию с детства завораживало море — он часами сидел на берегу около порта и наблюдал за кораблями. В возрасте 10 лет Урия убежал из родительского дома и завербовался юнгой на судно «New Jerusalem». Через два года он вернулся домой — к своей бар-мицве, которую родители устроили ему в филадельфийской синагоге «Микве Исраэль».
Отец многократно пытался приобщить сына к семейному бизнесу — розничной торговле, но Урия не соглашался. В результате отец сдался и устроил его моряком на шхуну «Rittenhouse», которая принадлежала одному из крупных судовладельцев Филадельфии и другу их семьи. На этом судне Урия пробыл учеником около пяти лет, изучая навигацию и другие морские навыки.
Уже к восемнадцати годам Урия в качестве помощника капитана совершил несколько удачных и прибыльных путешествий из Филадельфии в Вест-Индию.

### Военно-морская карьера
К 18 годам бывший юнга Урия получил уже должность капитана и в 19 лет смог выкупить третью часть торгового судна. На этом корабле он был задержан британским военным судном, капитан которого потребовал от Урии присоединиться к британскому флоту. Урия Леви отказался, заявив: «Я американец и не могу поклясться в верности вашему королю. К тому же я — еврей и не буду клясться, обнажив голову». Через несколько месяцев его освободили, обязав незамедлительно вернуться в США. Ко времени его возвращения началась Англо-американская война, и Урия как доброволец получил назначение на военный корабль Argus.

## Публикации
- Леви, Урия Филлипс; Батлер, Бенджамин Ф.[англ.] (1858). Защита Урии П. Леви: перед следственным судом в Вашингтоне, ноябрь и декабрь 1857 г. Вашингтон, округ Колумбия: W.C. Гарднер. / Levy, Uriah Phillips; Butler, Benjamin F. (1858). Defence of Uriah P. Levy: Before the court of inquiry held at Washington City, November and December, 1857. Washington D.C.: W.C. Gardner.
- Леви, Урия Филлипс; Стимерс, Албан К.[англ.] (1862). Руководство по правилам и положениям для военных. Нью-Йорк: Д. Ван Ностранд. 88 с. / Levy, Uriah Phillips; Stimers, Alban C. (1862). Manual of Rules and Regulations for Men-of-war. New York: D. Van Nostrand. p. 88.

## О нём
- Вольф, Саймон, «Биографический очерк коммодора Урия Ф. Леви» / «Biographical Sketch of Commodore Uriah P. Levy» (Американский еврейский ежегодник, 1903).